# Egi Tasuku

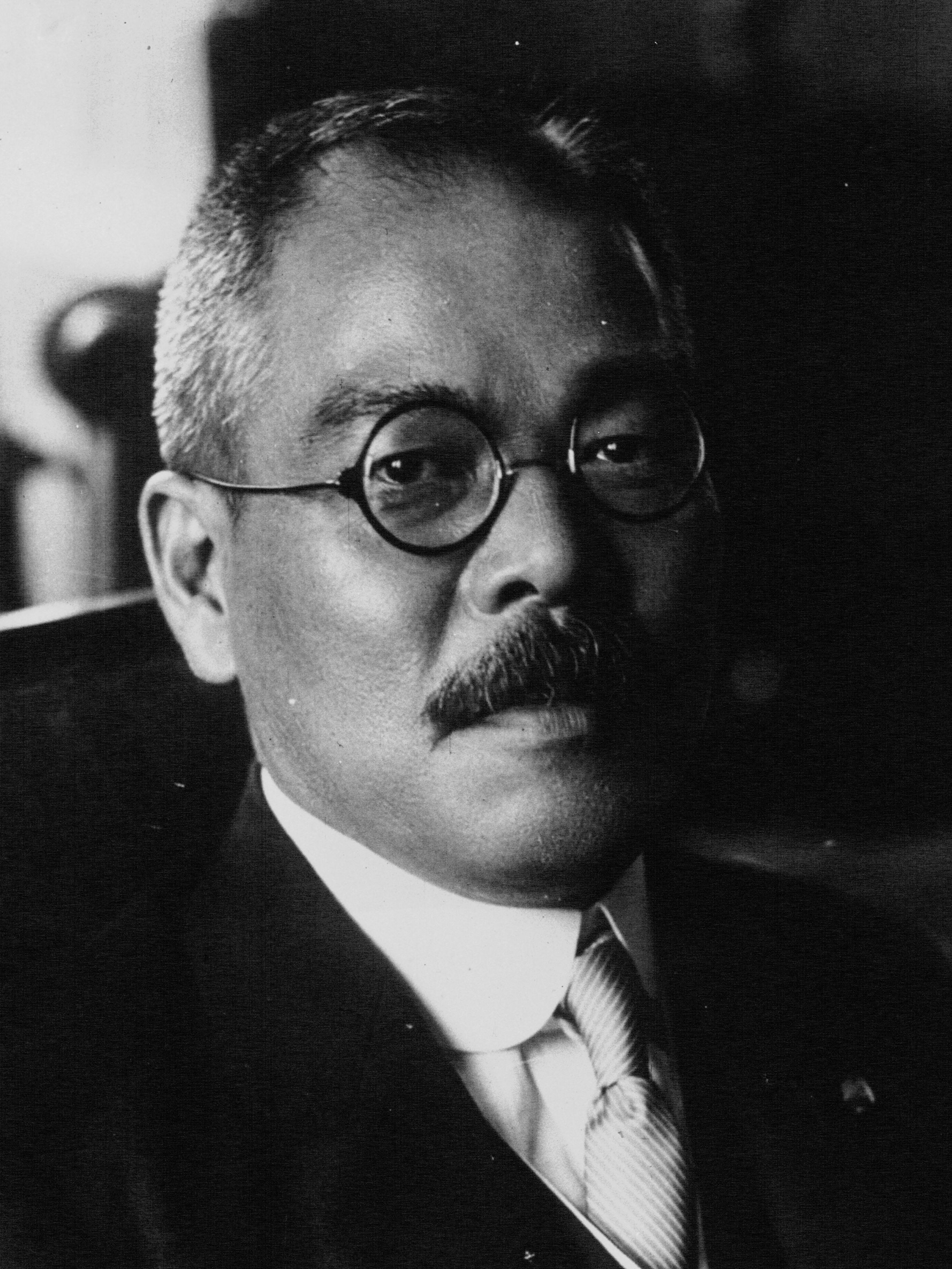
Egi Tasuku, 1930

Egi Tasuku (japanisch 江木 翼; Geburtsname: Hamura Tasuku; * 24. April 1873 in Mishō-mura, Yamaguchi; † 18. September 1932 in Akasaka, Tokio) war ein Staatsmann im Kaiserreich Japan, der unter anderem mehrmals Minister in verschiedenen Kabinetten war.

## Leben
Hamura Tasuku wurde von dem Regierungsbeamten und Politiker Egi Kazuyuki adoptiert und trug daraufhin den Namen Egi Tasuku. Nach dem Besuch der Yamaguchi High School begann er ein Studium der Rechtswissenschaften an der Graduiertenschule für Recht und Politik der Juristischen Fakultät der Universität Tokio, das er am 17. Mai 1897 abschloss. Im Anschluss wurde er Mitarbeiter im Geheimen Kronrat (Sūmitsu-in) sowie im Herrenhaus (Kizokuin). Er legte im Dezember 1898 die Prüfung für den höheren Dienst ab und wurde im Januar 1899 Mitarbeiter im Innenministerium (Naimu-shō). Nach einer Tätigkeit in der Verwaltung der Präfektur Kanagawa wurde er schließlich Rat (Sanjikan) im Legislativbüro des Kabinetts (Naikaku hōseikyoku) sowie Sekretär im Kabinettssekretariat (Naikaku kambō).
Am 21. Dezember 1912 übernahm Hamura Tasuku im Kabinett Katsura III schließlich den Posten als Chefkabinettssekretär (Naikaku Shokikanchō) und hatte diesen bis zum 20. Februar 1913 inne. Das Amt des Chefkabinettssekretärs bekleidete er zwischen dem 16. April 1914 und dem 9. Oktober 1916 auch im Kabinett Ōkuma II. Am 10. Oktober 1916 gehörte er zu den Mitgründern der Partei Vereinigung der Verfassung (Kenseikai) und wurde zum Mitglied des Herrenhauses (Kizokuin) ernannt, des Oberhauses des Reichstages (Teikoku-gikai). Im Kabinett Katō Takaaki übernahm er am 11. Juni 1924 zunächst erneut das Amt des Chefkabinettssekretärs sowie nach einer Umbildung des Kabinetts vom 2. August 1925 bis zum 30. Januar 1926 das Amt des Justizministers (Shihō-daijin). Das Amt des Justizministers bekleidete er vom 30. Januar 1926 bis zum 20. April 1927 auch im darauf folgenden Kabinett Wakatsuki I. Nach der Auflösung der Kenseikai am 27. Juni 1927 trat er der Konstitutionell-Demokratischen Partei (Rikken Minseitō) bei, die aus einer Fusion der Kenseikai mit der Politischen Partei Seiyū Hontō von Tokonami Takejirō entstand. Er war zeitweise Berater sowie Geschäftsführer der Rikken Minseitō.
Egi Tasuku war vom 2. Juli 1929 bis zum 14. April 1931 Eisenbahnminister (Tetsudō-daijin) im Kabinett Hamaguchi. Im anschließenden gebildeten Kabinett Wakatsuki II fungierte er zwischen dem 14. April und 10. September 1931 weiterhin als Eisenbahnminister. Er gehörte zu den Unterzeichnern des Londoner Flottenvertrages, am 22. April 1930 unterzeichnet sowie am 27. Oktober 1930 von allen Parteien ratifiziert.